# Georg Friedrich Henning
Georg Friedrich Henning (* 15. Oktober 1863 in Wietstock, Kreis Cammin, Pommern; † 21. Februar 1945 in Berlin) war ein deutscher Chemiker, Pharmazeut und Unternehmer.

## Leben

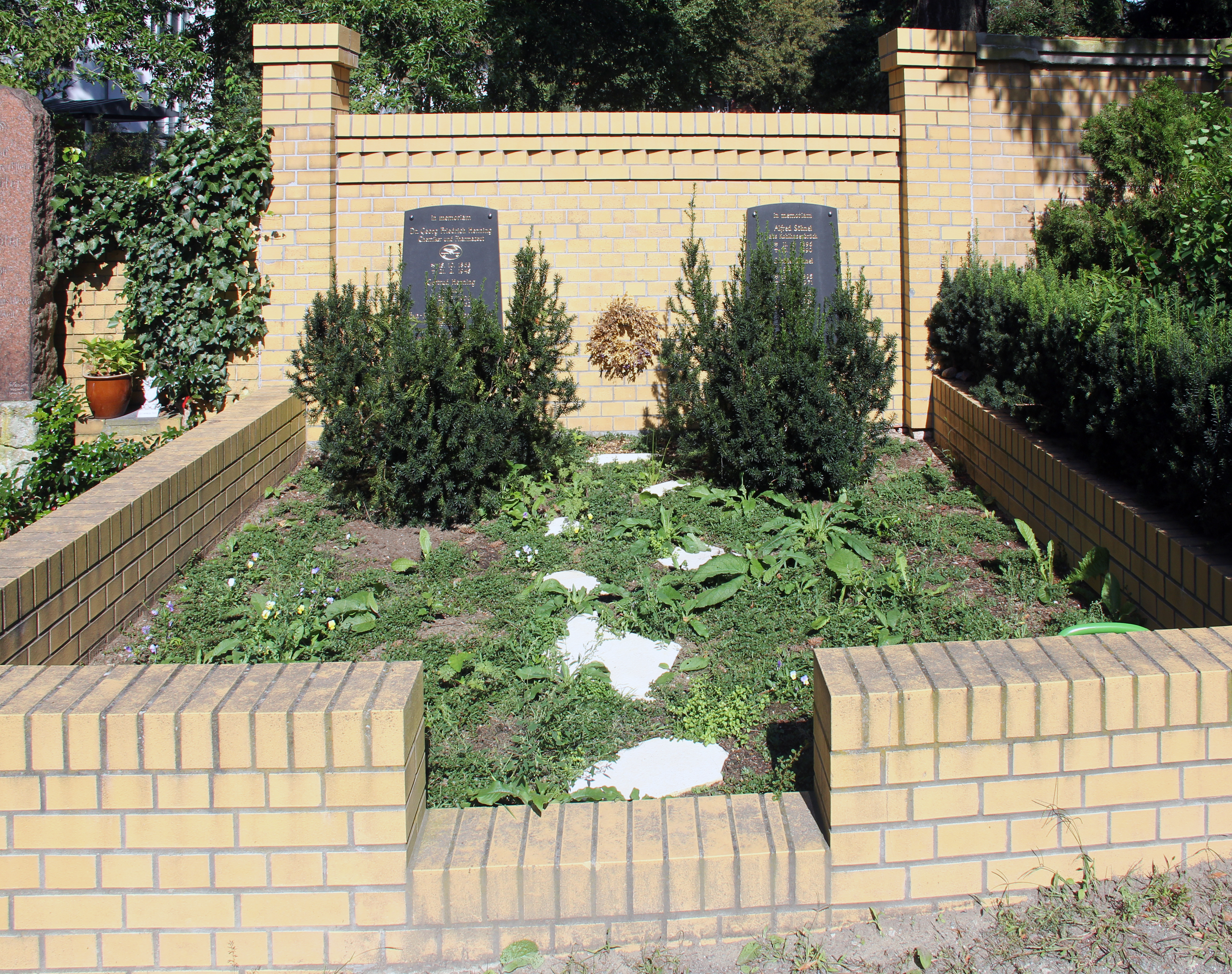
Grabstätte, Friedenstraße 8–10, in Berlin-Wannsee

Georg Friedrich Henning wurde als Sohn des Rittergutbesitzers August Henning und dessen Frau Ottilie Henning, geborene Dumstrey, geboren. Seine Schulbildung erhielt er anfänglich im väterlichen Hause, später in der Domschule Cammin und im Friedrich-Wilhelm-Realgymnasium Stettin.
Da das Gut der Eltern stark verschuldet war, musste Henning früh seinen eigenen Lebensunterhalt verdienen, machte eine Apothekerlehre, besuchte eine Abendschule, auf der er das Abitur nachholte und studierte Pharmazie und Chemie an der TH Darmstadt und der Universität Berlin. 1888 als Apotheker approbiert, wurde er eineinhalb Jahre später an der Universität Erlangen mit einem Beitrag zur Kenntnis der Chinaalkaloide zum Dr. phil. promoviert. Nach einer kurzen Tätigkeit im Institut zur Untersuchung von Sprengstoffen in Spandau, dem späteren Militärversuchsamt, machte er sich 1892 mit einem Untersuchungslaboratorium in Berlin selbständig. Dort entwickelte Henning u. a. das heute noch verwendete Lokalanästhetikum „Chloraethyl Dr. Henning“ mit dem Wirkstoff Chlorethan sowie einen künstlichen Schellack.
Am 15. Juli 1898 erhielt Georg Friedrich Henning das DRP-Patent Nr. 104280 für ein Verfahren zur Herstellung eines Nitrokörpers aus Hexamethylentetramin für die technische Verwertung als Sprengstoff und als Ausgangsmaterial für medizinische Präparate. Diese Erfindung Hennings erlangte als Sprengstoff unter der Bezeichnung Hexogen (RDX / T4) internationale Bedeutung. Noch heute wird Hexogen aus Hexamethylentetramin hergestellt und ist einer der weltweit wichtigsten, hochbrisanten militärischen Explosivstoffe.
Nach mehreren kleineren Unternehmen, zu denen auch eine chemische Reinigung gehörte, gründete Henning 1913 die „Chemische und pharmazeutische Fabrikation Dr. Georg Henning Berlin“, die er bis kurz vor seinem Tod (von 1933 bis 1942 mit einem Mitgesellschafter) als GmbH leitete und zu einer führenden Produktionsstätte organotherapeutischer Arzneimittel entwickelte.
Schon 1926 brachte Henning ein DL-Thyroxin-Präparat zur Behandlung von Schilddrüsenleiden unter dem Namen „Thyroxin Henning“ auf den Markt. Die Therapie mit synthetischen Schilddrüsenhormonen konnte sich allerdings erst viel später durchsetzen, als die notwendigen Methoden zur Diagnostik von Schilddrüsenerkrankungen zur Verfügung standen. Der Sitz von Dr. Georg Henning. Chem.-pharm. Werk GmbH befand sich in Berlin-Tempelhof. Das 1967 von der Firma Henning Berlin auf den Markt gebrachte „L-Thyroxin Henning“ (Laevothyroxin Natrium) gehört seit vielen Jahren zu den in Deutschland am meisten verordneten Medikamenten.
Ein anderes Arbeitsgebiet, auf dem Henning schon in den dreißiger Jahren eine führende Stellung einnehmen konnte, war die Entwicklung von Verfahren zur Herstellung von Nukleosiden und Nukleotiden (ATP, AMP, Adenosin usw.) und ihr Einsatz in der Therapie von Herz- und Kreislauferkrankungen.
Von 1929 bis 1939 und wieder von 1941 bis zum Einmarsch der sowjetischen Armee 1944 unterhielt Georg Friedrich Henning das vermutlich erste nach Osteuropa gerichtete Pharma Joint Venture mit einem forschungsintensiven, universitätsnahen, ursprünglich polnisch-jüdischen Unternehmen in Lemberg, das als „Henning-Laokoon“ firmierte.
Nach dem Zweiten Weltkrieg bauten die Nachkommen der Firmeninhaber das von Georg Friedrich Henning gegründete Unternehmen unter der Firma „Henning Berlin GmbH“ wieder auf, mit Forschungsschwerpunkten auf dem Gebiet der mit dem Namen Henning eng verknüpften Schilddrüsendiagnostik und -therapie.
Seit 1996 ist Henning Berlin Teil des Sanofi-Konzerns.